# Basavanatha, Kolar
Basavanatha là một làng thuộc tehsil Kolar, huyện Kolar, bang Karnataka, Ấn Độ.